# ハーブ

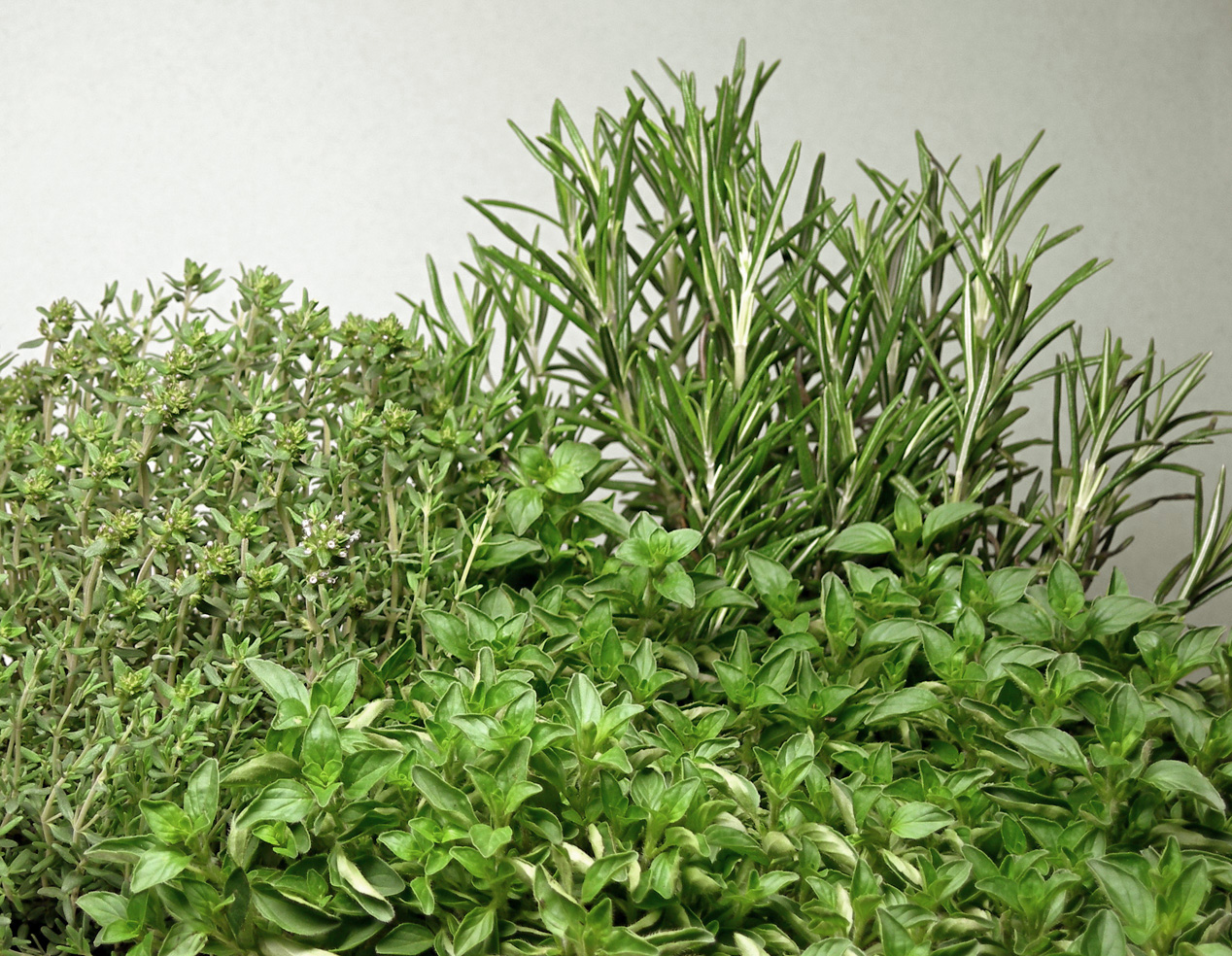
タイム、オレガノ、ローズマリー

ハーブ（英: herb）とは、明確な定義は存在しないが、一般的には料理の香り付けや保存料、薬、香料、防虫などに利用されたり、香りに鎮静・興奮などの作用がある有用植物で、緑の葉を持つ草、茎のやわらかい植物などを指す。同様の有用植物であっても、種子、実、根、樹皮などは香辛料と呼ばれることが多いが、苔から木本まで、香りや薬効がある有用植物全般をハーブとして扱う場合もある。反面、旺盛な繁殖力を持ち駆除困難な雑草となる種もある。
ハーブは「草」あるいは「野草」、「草木」を意味するラテン語: herba を語源とし、フランス語でherbe（エルブ）、古英語でherbe（アーブ）となり、これが変化して英語のherbとなり、日本に伝わってハーブという言葉が使われるようになった。

## 概説

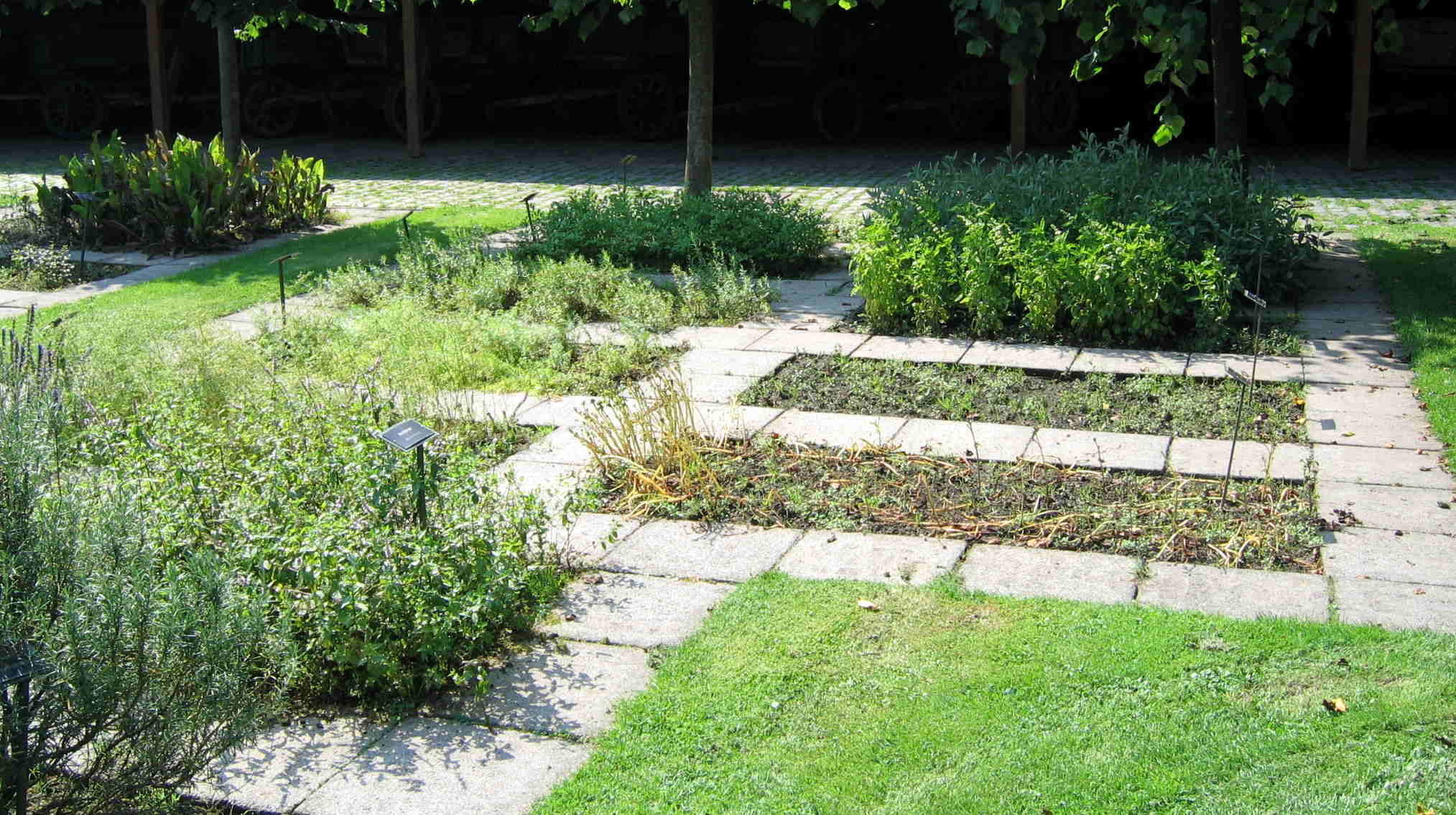
ハーブガーデン、ベルギーのベールネム

一般にハーブという場合、ヨーロッパで伝統的に薬草や料理、香料、保存料として用いられた植物を指す。香りや辛味、苦味などの風味を楽しむために用いられるキッチンハーブを指すことが多い。生または乾燥させたものを、薬味、ハーブティーなどに用いた。近世まで、病気の原因はミアスマ（瘴気、悪い空気）であると考えられていたため、強い香りで病気を防ぐために、匂い袋（サシェ）、匂い玉（ポマンダー）、ハーブ酢、香油、芳香蒸留水、精油なども利用され、ポプリなどの形で香りが楽しまれた。
元来ハーブとは「薬草」を意味する薬理分野における部類の一つであり、食用にすると有毒となるいわゆる有毒植物も「有毒ハーブ」として分類されている。語源からすると、元々木本植物は有用植物ではあってもハーブではなかったと思われるが、現在ではローズマリーやローリエ等、木本植物であっても、一般にハーブとして扱われる物も多い。日本では、言葉の定義でスパイスとの混乱も見られるが、スパイスは料理の風味づけや色づけに使われる香辛料であり、その中にはハーブに分類される植物も見られる。
野菜や穀物、果物などと区別されるが、伝統的な西洋医学の主な治療は食事療法であり、キャベツやタンポポのように、薬用・食用両方に使われたものも少なくなく、明確な区別は難しい。ローズヒップ（バラの果実）の様に、その実や花弁等の有用部分のみを指してハーブと呼ぶものもある。一般的な植物名とは別に、ハーブ等として利用する時に使用される固有の名前を持つものも多い。
また、ネイティヴ・アメリカンが伝統的に治療に使った植物（エキナセアなど）のように、ヨーロッパ以外でハーブ同様に使われた植物で、欧米で利用されるようになったものもハーブと呼ばれており、中国医学や漢方医学で使う生薬でハーブと呼ばれるものもある。

## ハーブの利用法
次のように利用できる有用植物がハーブと呼ばれた。
- 内服薬・外用薬として利用できるもの。
- 防臭・防腐・防虫などに役立つ植物。
- 芳香があり、その香りに鎮静作用や興奮作用などがあるもの。

西洋では様々なハーブ、香辛料が料理に利用された。胡椒などの香辛料は、保存料・香り付け・薬として重宝されたが、交易で遠方からもたらされるため高価だった。民衆は、身近で手に入る香りあるハーブ、防腐作用を持つハーブを料理・保存に利用した。
胡椒の代わりに使われたマメグンバイナズナは、イギリスでは「貧者の胡椒」と呼ばれている。フランスのプロヴァンス地方で料理に使われたハーブに想を得た業者により、セイボリー、フェンネル、バジル、タイム、ラヴェンダーなどのハーブをブレンドしたものがエルブ・ド・プロヴァンスの名で販売されている。フランス料理では、パセリ、チャイブ、タラゴン、タイムなどの生のハーブをみじん切りにしたものが多用され、フィーヌゼルブと呼ばれる。フランスの煮込み料理の香り付けには、パセリ、タイム、ローリエ、エストラゴンなど数種類のハーブを束ねたブーケガルニが使われる。
ヨーロッパ各地に、ハーブを主な材料とするグリーンソースが存在する。イタリアでは、すりつぶしたパセリ、酢、ケッパー、ニンニク、タマネギ、アンチョビ、オリーブオイル、マスタードなどを混ぜて作るソースをサルサヴェルデという。ドイツ・ヘッセン州ではグリューネ・ゾーセ（Grüne Soße または Grüne Sosse）が有名であり、ルリジサ、スイバ、コショウソウ、チャービル、チャイブ、パセリ、およびサラダバーネットなどの7種類の生のハーブを刻み、サワークリーム・レモン汁を混ぜたソースに、固ゆで卵・じゃがいもなどを添えて食べる。このように、ヨーロッパではハーブは料理によく利用され、相互に影響を受けながらも地域によって特色がある。

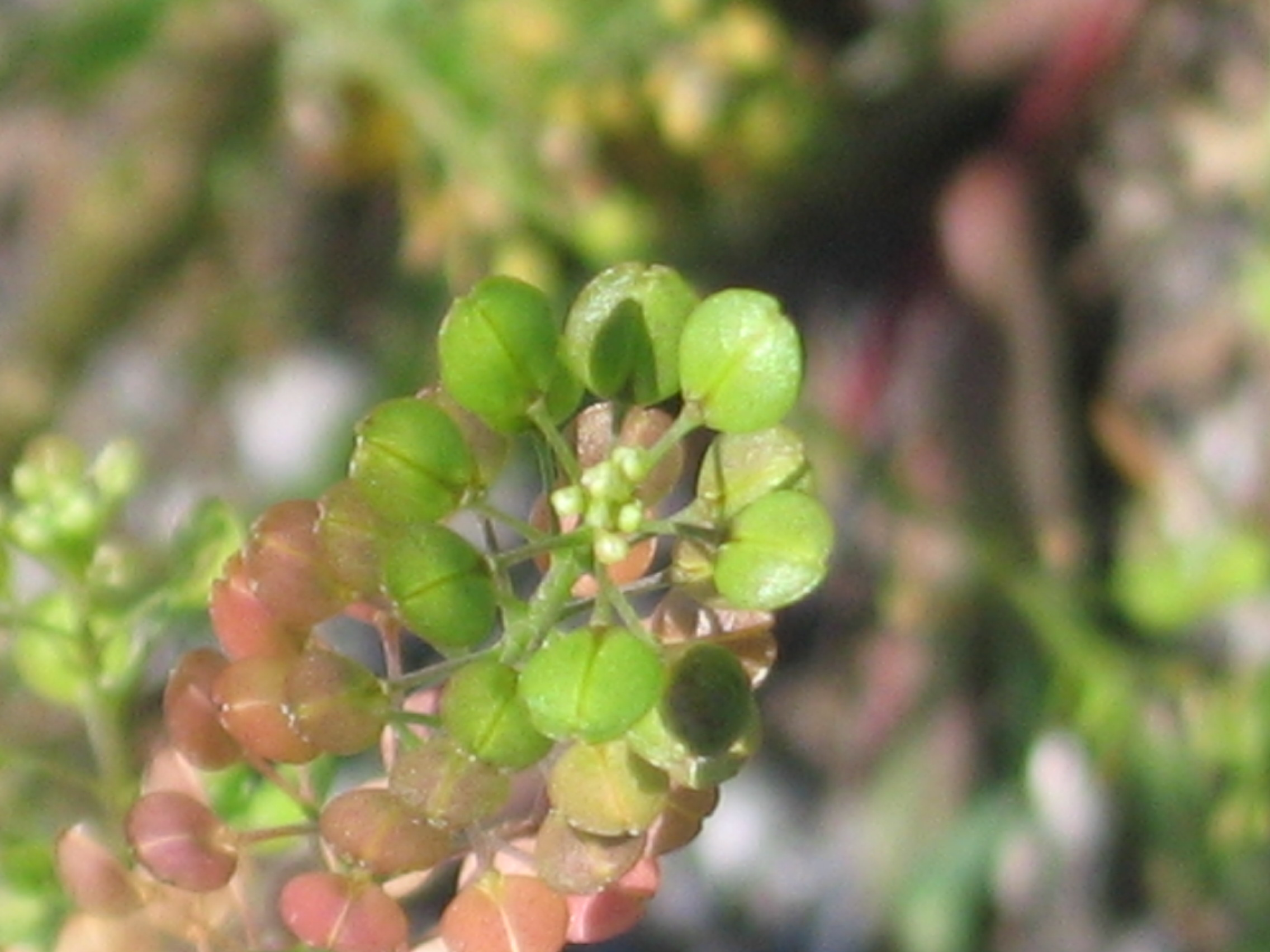
胡椒の代わりに使われたマメグンバイナズナ
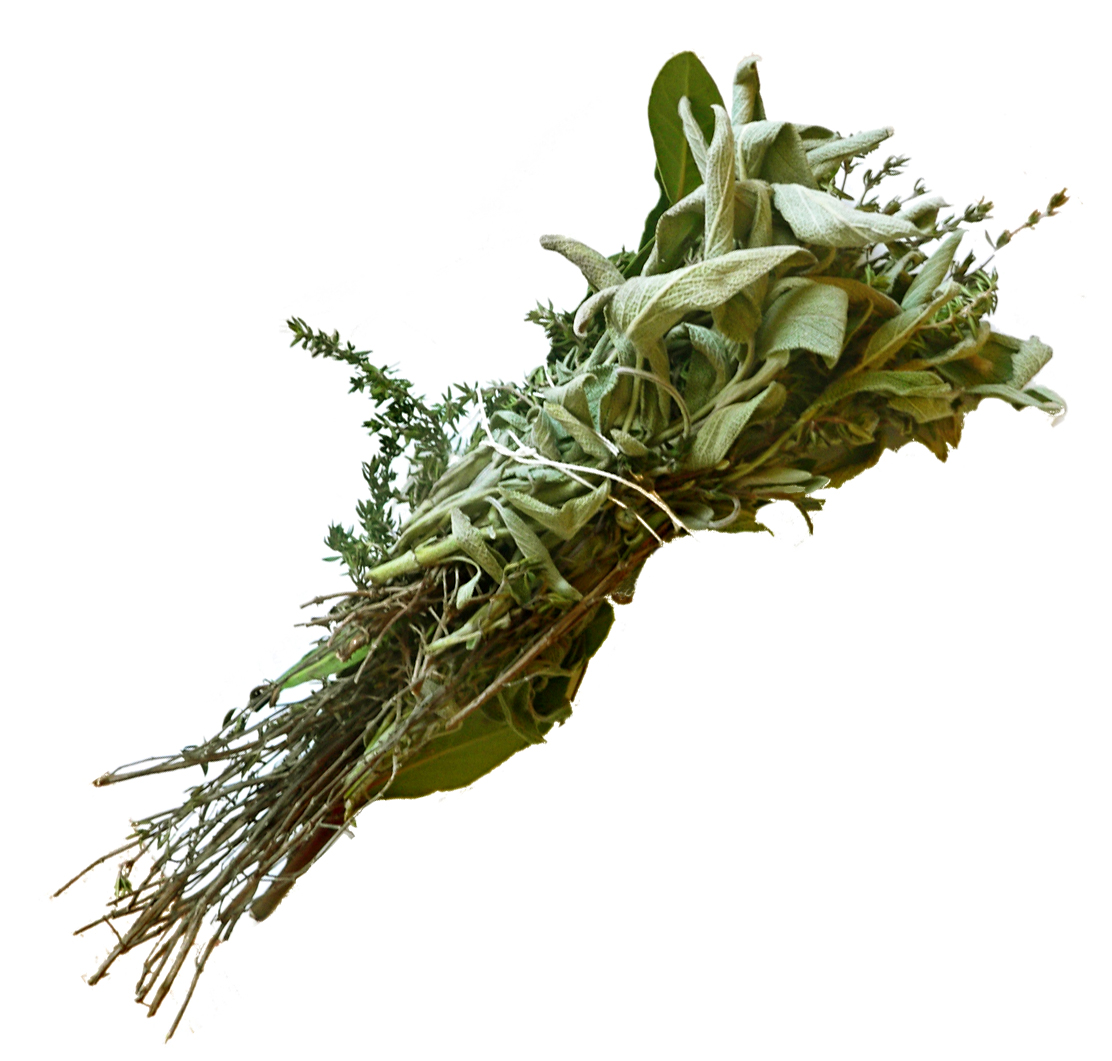
ブーケガルニ
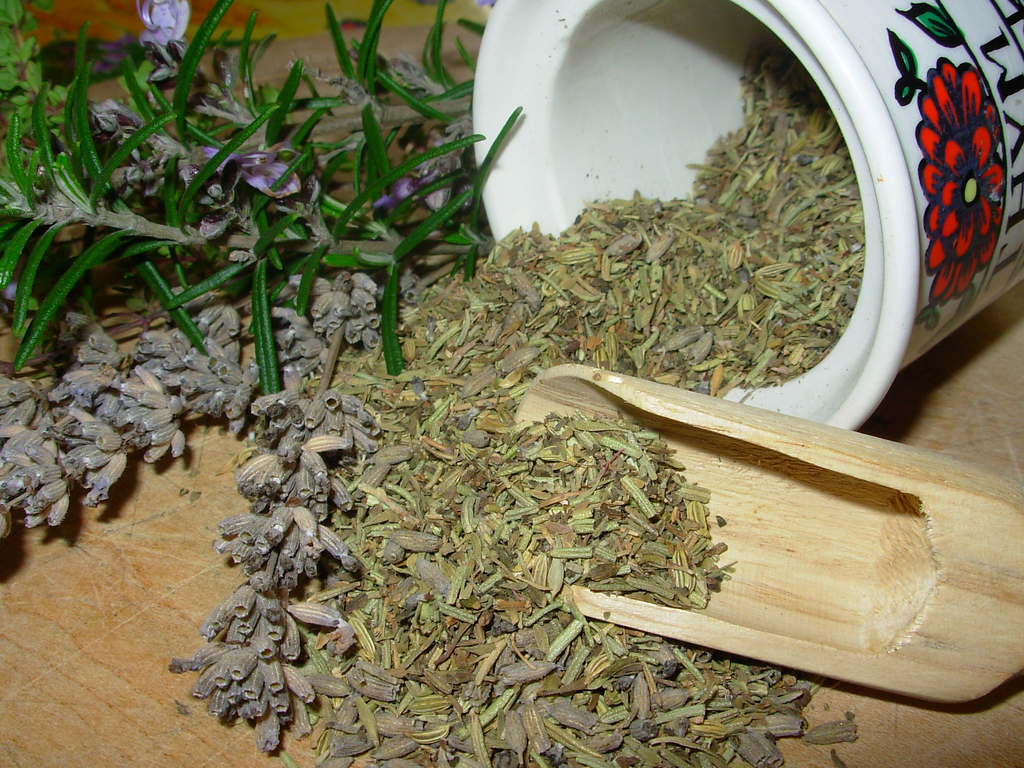
エルブ・ド・プロヴァンス
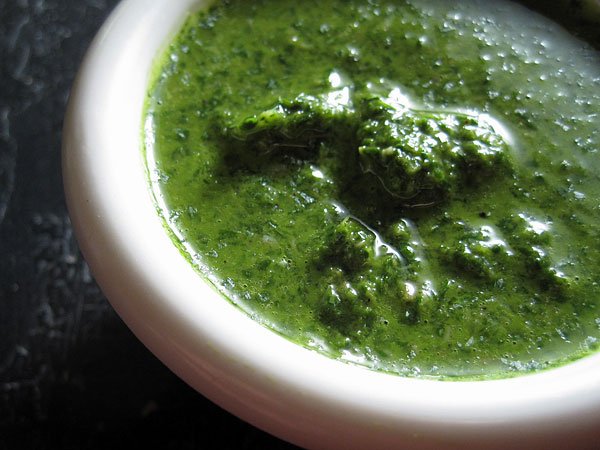
イタリアのサルサ・ヴェルデ
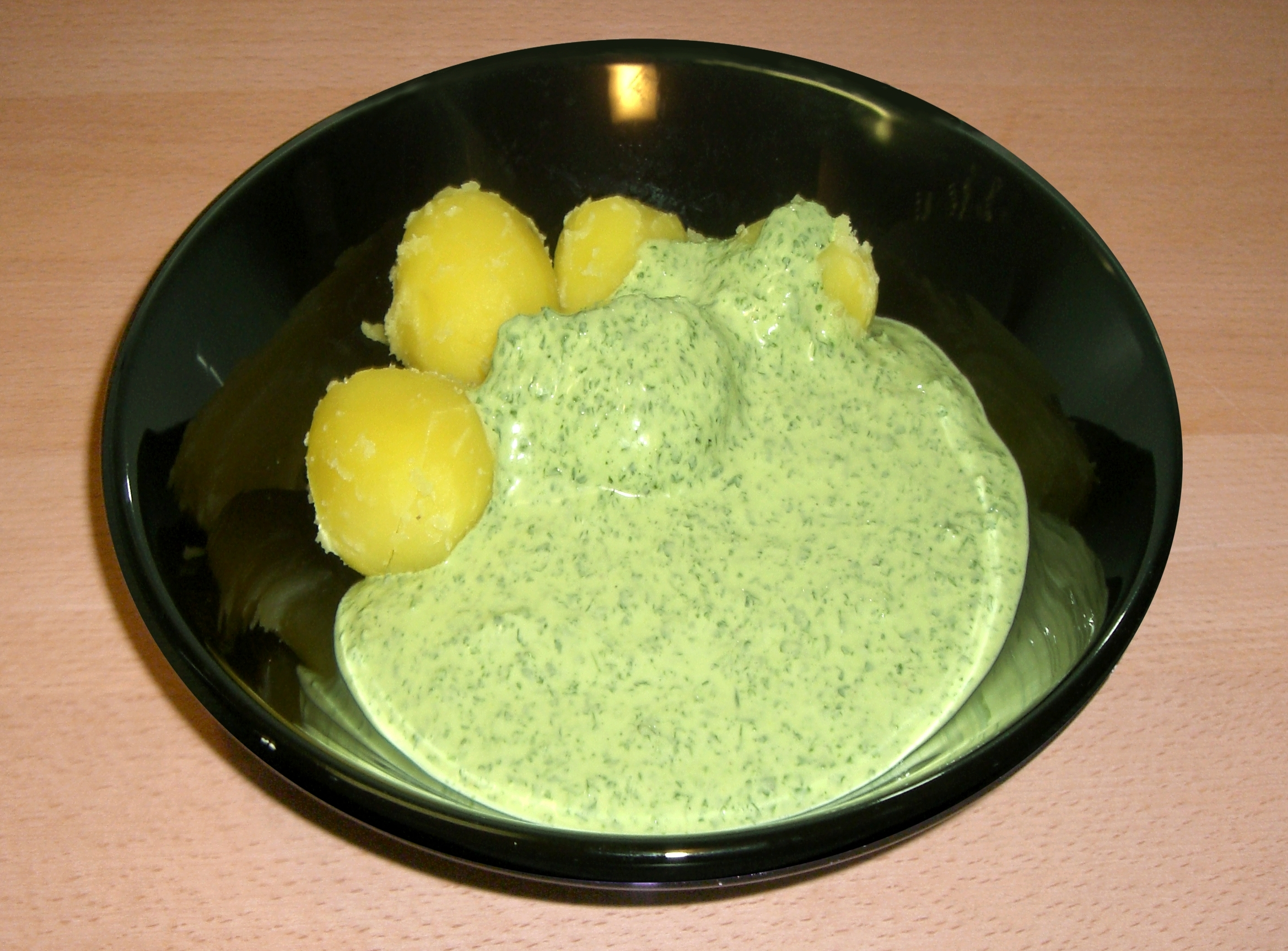
ジャガイモを添えたグリー・ゾース（フランクフルト・アム・マイン風グリューネ・ゾーセ）

ハーブ抽出物の中には、サプリメントとして利用されるものもある。また現在では、植物の香りの薬効が研究されており、ハーブなどを水蒸気蒸留した精油がアロマテラピー（芳香療法）に用いられている。

## 薬草
ハーブには薬効が強く、副作用のあるものや、有毒なものもある。また欧州では伝統生薬の一部が、伝統生薬製剤の欧州指令によって医薬品としても流通している。日本でも2007年の承認申請の簡略化によって、2011年には、足の浮腫に効果のある、赤ブドウ葉乾燥エキス混合物が医薬品として承認された。
日本においてハーブは、医薬品、医療機器等の品質、有効性及び安全性の確保等に関する法律（薬機法）で医薬品に分類されないものは食品に区分されて市販されている。しかし、その中にはセント・ジョーンズ・ワートの様に、国によってうつ病など病気に薬として処方されるハーブもある。ほかにも、ハーブから抽出されたイチョウ葉エキスや、エゾウコギなど、薬物との相互作用に注意を要するものもある。また妊娠中や乳幼児の摂食に対して安全性の確認されていないものも多い。
ヒヨスのように、向精神薬作用のあるものもある。規制を逃れたものが脱法ハーブ、危険ドラッグと呼ばれ、近年使用者の犯罪行為などがあり、問題視されている。また、ハーブという言葉が、大麻を指す隠語として使われることもある。

### 漢方薬と西洋ハーブ
漢方薬も西洋ハーブも、植物性生薬（薬用植物）を利用している。現地の植物、近い地域の植物だけでなく、交易によって遠方の植物も取り入れられており、西洋ハーブの原産地が必ずしもヨーロッパであるわけではなく、すべての中国医学の植物性生薬が中国原産の植物であるわけではない。生姜（ショウキョウ、ショウガ）など、東洋・西洋でともに用いられたものもある。また、硬水のトルコでは利尿作用や尿結石に有効なハーブが頻用されるなど、気候風土により用いられるハーブは異なる。またローズマリーは中国・インドにも伝来しているが、あまり用いられなかった。現在ハーブには、ヨーロッパで伝統的に使われた植物性生薬だけでなく、ムラサキバレンギクなどアメリカ先住民が用いたものも取り入れられている。また、アメリカニンジンのように、中国医学でもアメリカ原産の植物が利用されている。
日本の漢方医学などの中国医学系伝統医学は、患者の「体質」に着目し、体全体の調子を整える医学であり個人の証に合わせた生薬に注目し処方する。アラビアやヨーロッパで行われた伝統医学であるギリシャ・アラビア医学（ユナニ医学）でも、同様に患者の体質・体液の均衡が重視され四体液説）、ハーブの性質を考慮して処方されたが、現在ユナニ医学はインド亜大陸が中心地であり、西洋ではほとんど行われない。西洋ハーブ薬は症状に対して処方される傾向がある。

## 歴史と文化

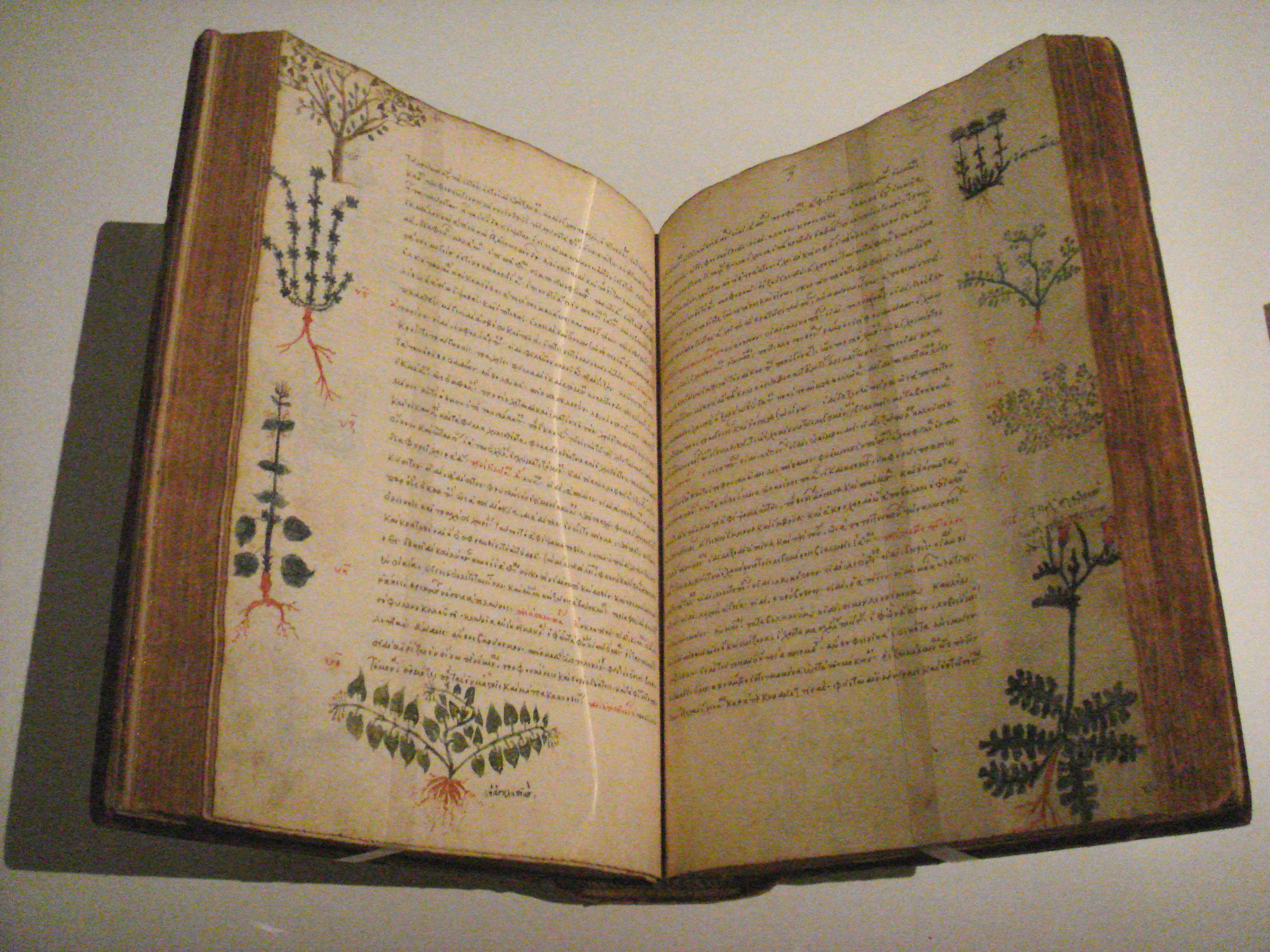
『薬物誌』 東ローマ帝国, 15世紀

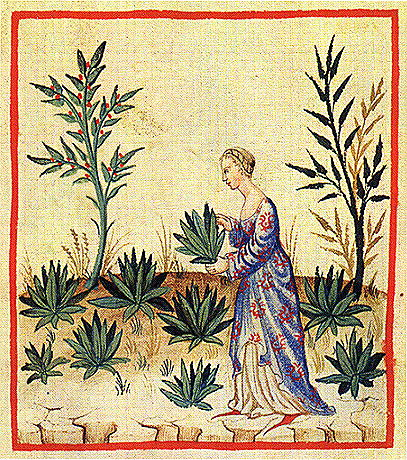
中世ヨーロッパで作られたギリシャ・アラビア医学の本『健康全書』より、「レタス」。現在「野菜」と考えられるものも、性質や薬効が説明されている。

現在ハーブと呼ばれる植物には、メソポタミア、エジプトなど古代から薬用に利用されたものもある。古代エジプトではイチジク・ブドウと合せてヤグルマギクやケシの仲間が栽培された薬草園があった。各地のハーブは、ローマ帝国の拡大などで相互に広まった。ローマ時代に遠くブリテン島（イギリス）にまで伝わったハーブは、ローマ帝国崩壊後も一部が根付き、活用された。イギリスの古いハーブ療法の知識は『ボールドの医書』などに見られ、ハーブの薬効を高めるよう働きかける「九つのハーブの呪文」などの異教的な呪文も文献に残されている。
ヨーロッパでの伝統的なハーブの利用法や採取のルールなどには、キリスト教以前の文化・宗教の名残があるともいわれ、ヨーロッパで行われたハーブを使った薬草浴には、ケルトの影響があるという見解もある。
ヨーロッパでは、古代ギリシャのディオスコリデスがまとめた本草書『薬物誌』が1500年以上権威として利用され、教会の薬草園などでハーブが栽培された。『薬物誌』はアラビアに伝わってユナニ医学（ギリシャ・アラビア医学）に影響を与え、その研究成果はヨーロッパの医学に取りいれられた。民間では、各地方に伝わるハーブが治療に利用された。四大元素説から、ハーブは「熱・冷・湿・乾」の4つの性質を持つと考えられ、その性質を考慮して利用された。
フランク王国のカール大帝（742年 - 814年）はハーブを愛好し、「医学の友にして料理人の称賛の的」と喩えたという。
西洋中世に何度も大流行したペスト（黒死病）の際にも、ペスト除けに利用された（ただし、流行を終わらせたりペストを治すほどの効果はなかった）。ハーブやスパイス、果実などの成分を溶かし込んだリキュールは薬として利用され、14世紀イタリアでは、リキュール（リクォーリ）が薬用として輸出された記録が残っており、1346年に始まるヨーロッパでのペスト大流行の際には、貴重な薬品として扱われた。ローズマリーをアルコールと共に蒸留した蒸留酒・ハンガリー水（ローズマリー水）は、最初薬用酒として、のちに香水として利用された。17世紀南フランスのトゥールーズでペストが大流行した際、死亡した人々から盗みを働いた泥棒たちがいたが、彼らは感染しなかった。セージ、タイム、ローズマリー、ラベンダーなどを酢に浸して作った薬を塗って感染を防いだといい、このお酢は「4人の泥棒の酢」と呼ばれ利用された。また、錬金術の影響を受けた西洋の伝統医学では、アラビアから伝わった蒸留技術を洗練させ、ハーブなどの植物から精油を抽出し、薬として利用した。ヨーロッパでは病気の原因はミアスマ（瘴気、悪い空気）であると考えられていたため、空気を清めるために病人のいる所や病院で香りの強いハーブが焚かれた。イギリスでは、監獄熱の感染予防に法廷にローズマリーが持ち込まれた。
イギリス人が北アメリカに移住し、ハーブや本草書、医学書を持ち込んだため、イギリスで使われたハーブと利用法が新大陸にも伝わった。

## 分類
- 木本類
  - 常緑樹 - ラベンダー、ゲッケイジュなど
  - 落葉樹 - バラなど
- 草本類
  - 1､2年草 - ナスタチューム、ヒマワリなど
  - 多年草 - ミント、レモングラスなど
  - 球根類 - サフランなど